# Biserica de lemn din Josani

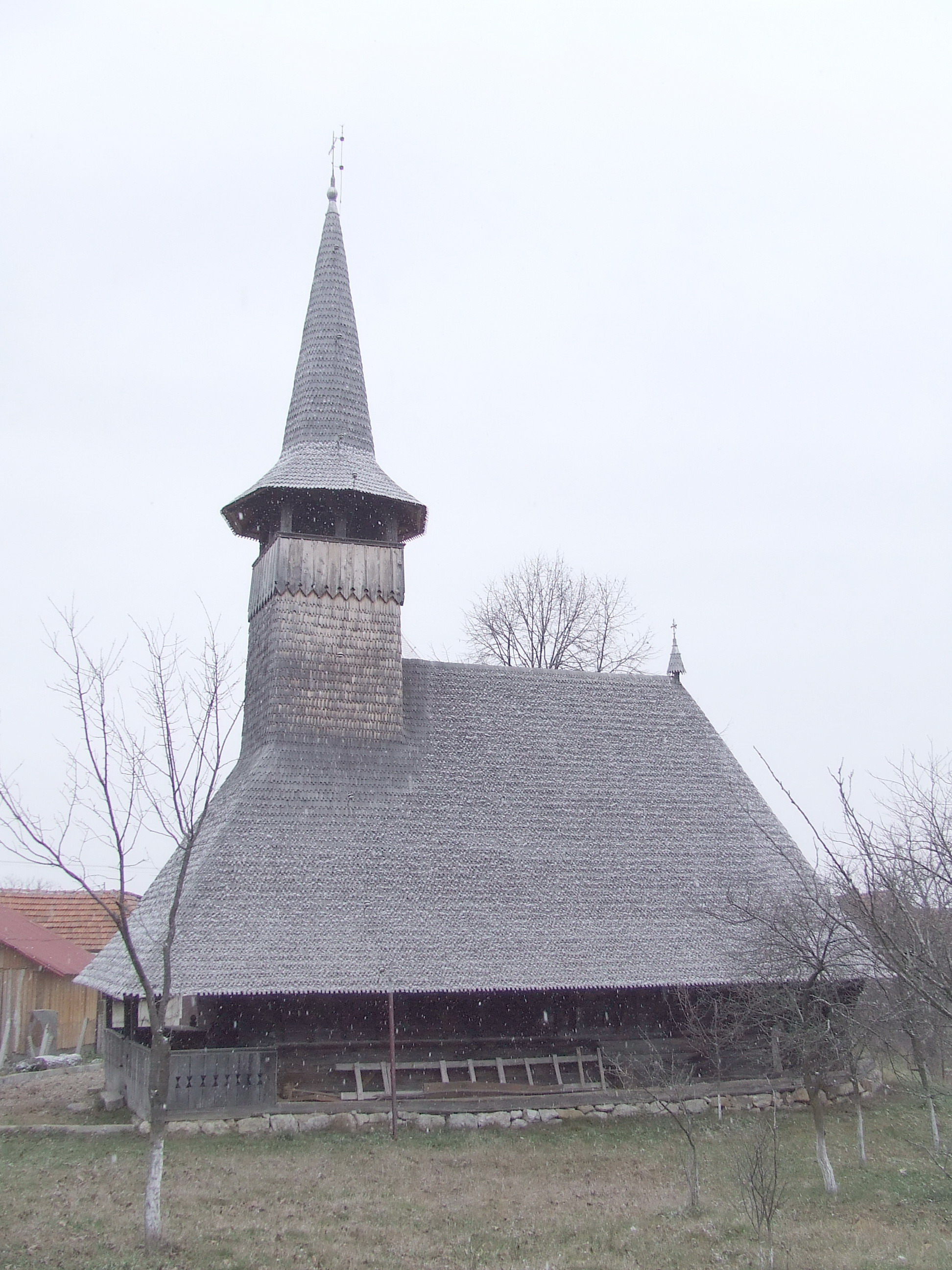
Biserica de lemn din Josani, 2009

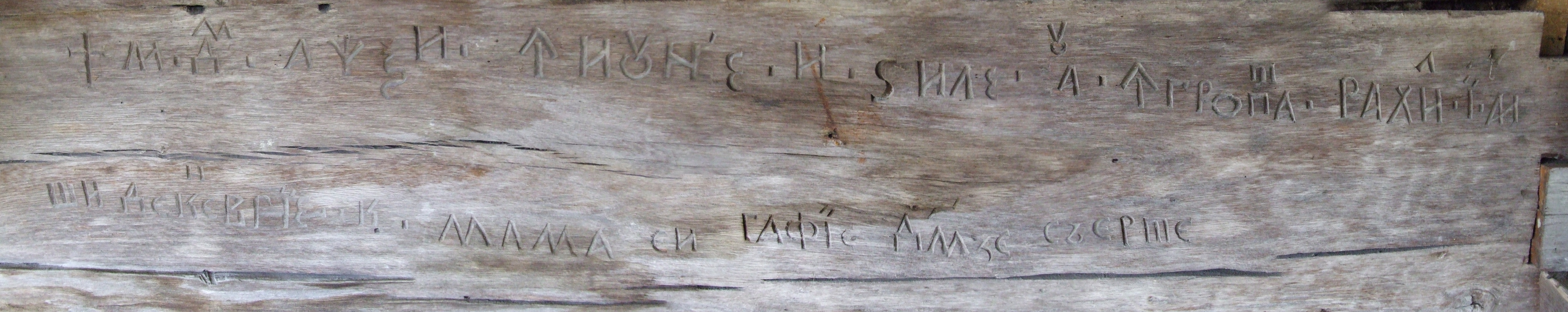
Inscripţia din partea de nord a absidei altarului

Biserica de lemn din Josani se află în satul cu același nume, sat aparținător de comuna Măgești, județul Bihor. Aflată în imediata apropiere a noii biserici de zid, cele două edificii de cult amintesc parcă de trecutul și prezentul comunității. Construită în anul 1768, biserica poartă hramul "Sfinții Arhangheli Mihail și Gavriil". 

## Istoric și trăsături
Într-un document de la 1769 se arată că biserica de lemn din localitate a fost construită de preotul Simion Tarco și că avea un „turn anexat”. Pe o bârnă din exteriorul peretelui de la altar se mai poate descifra dintr-o inscripție chirilică: „An[ii] D[o]m[nului] 1768 în iunie 8 zile au îngropat Rahil 10 ani și dece[m]vrie 20 mama s[i]n Gafie, D[u]m[ne]ze[u] să erte”. Inscripția surprinde o dramă de familie, probabil a preotului Simion, și motivul ctitoririi bisericii, întru iertarea păcatelor celor dragi, plecați. Este posibil ca anul 1768 din inscripție să corespundă cu momentul în care s-a încheiat construcția bisericii din Josani. La 2 februarie 1798, Teodor Barsanz, parohul din Vadu Crișului și vicearhidiacon al Crișului Repede, se adresează printr-o cerere episcopului Ignatie Darabant rugându-l să intervină la Capitul ca să se permită mutarea bisericii de lemn din Josani în mijlocul satului, pe motiv că biserica este clădită pe deal departe de sat și drumul până la ea este destul de greu. Se arată că materialul din care este construită biserica este destul de solid, astfel că mutarea bisericii poate fi făcută „fără dărâmare” (absque ruinatione eiusdem translatio fieci possit). La 9 februarie 1798, Ignatie Darabant înaintează cererea protopopului din Vadu Crișului către Capitul. Capitulul, într-o ședință consistorială hotărăște să se ceară și avizul provizorului din Uileacu de Criș. Deși rezoluția acestui provizor a fost negativă, pe motiv că grinzile, scândurile și șindrila sunt de slabă calitate și e pericol ca comunitatea să aducă pretenții pentru repararea bisericii iar, pe de altă parte, alături de biserică se găsesc două case, una a preotului și alta a crâșmarului, totuși, Capitulul permite mutarea bisericii în sat dând aprobarea la 7 martie 1798.

## Imagini

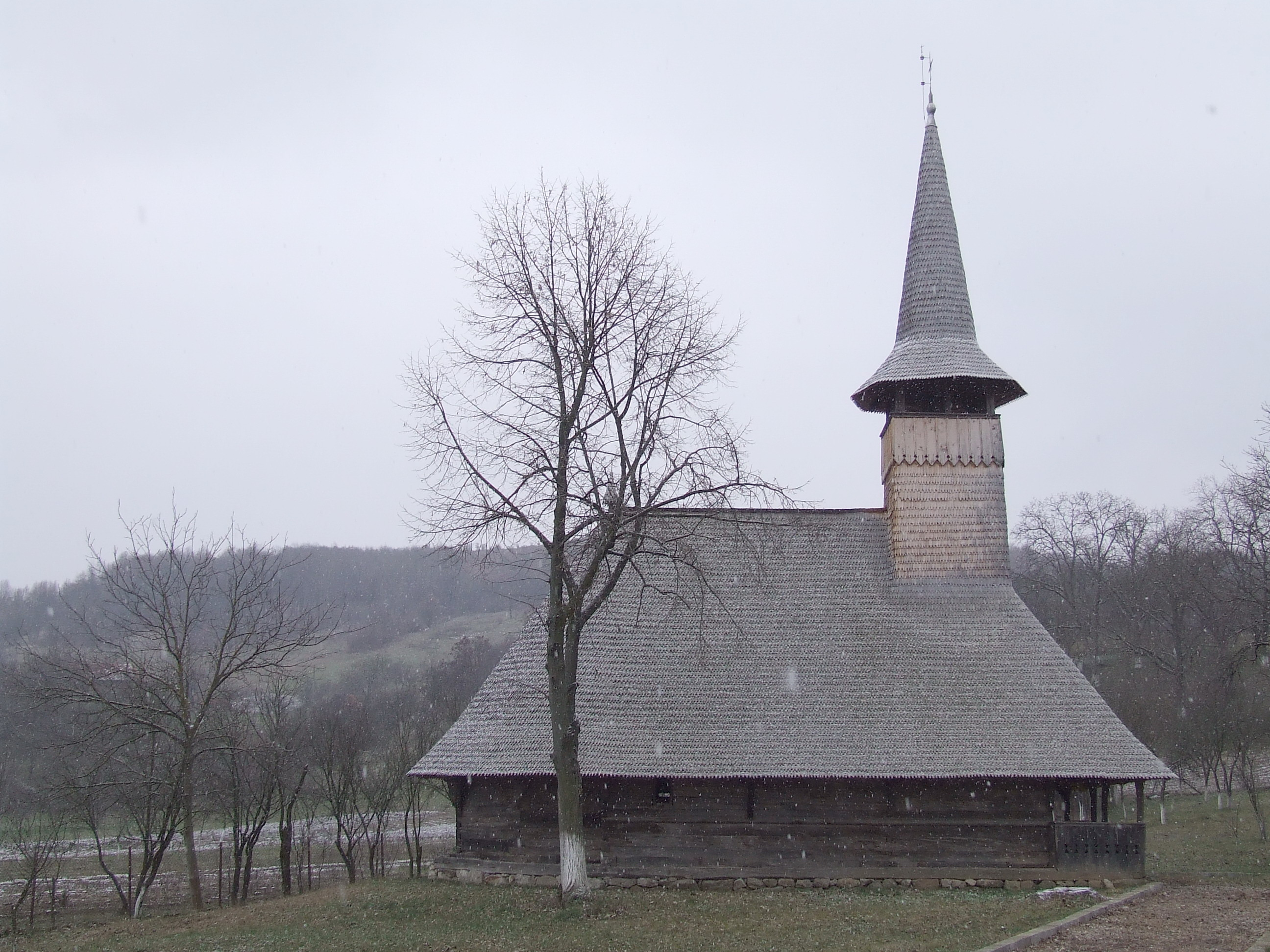
Vedere de ansamblu. Partea de nord a bisericii
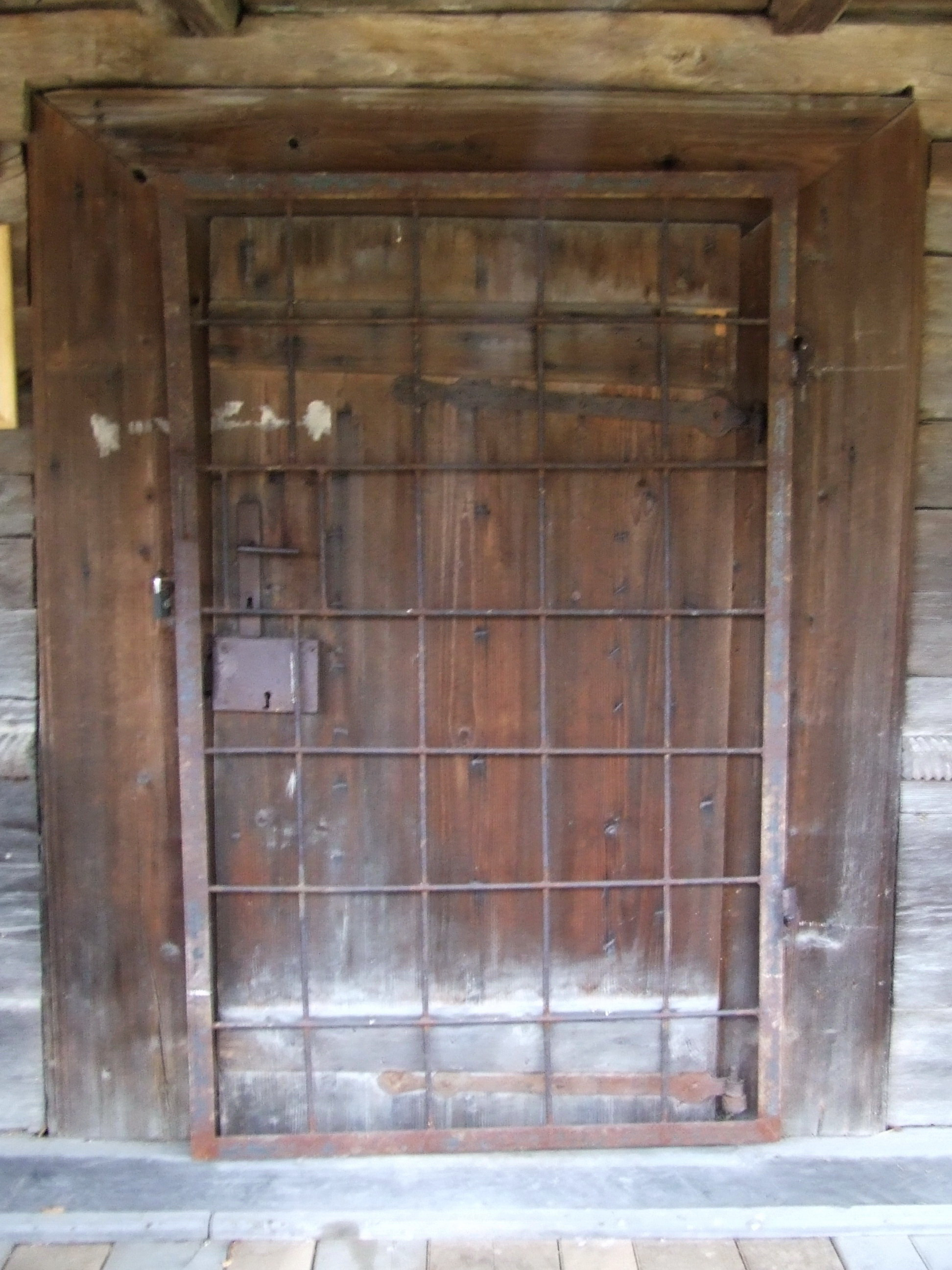
Intrarea în biserică, simplă, fără a avea elemente decorative
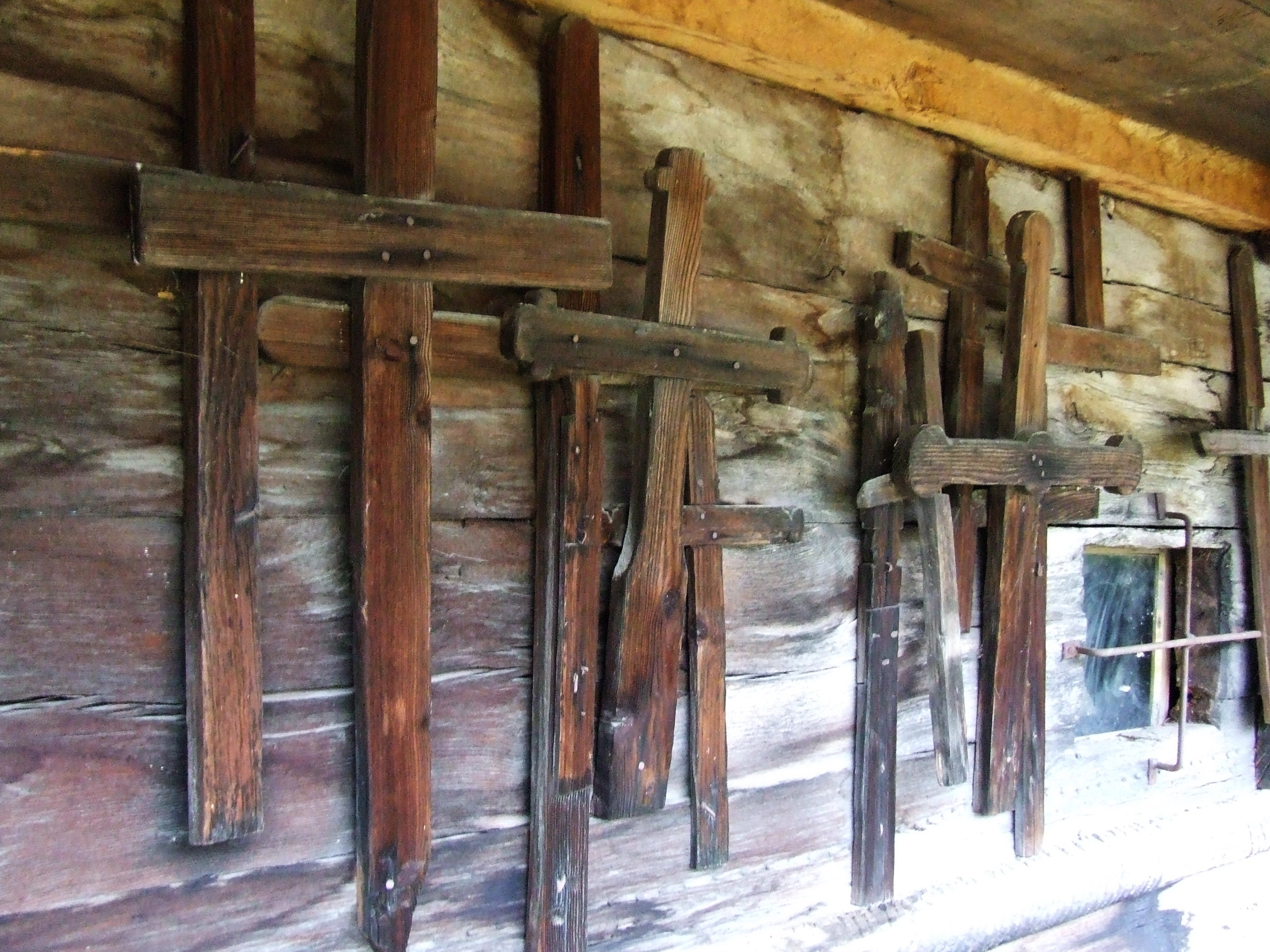
Cruci pe peretele de sud al bisericii
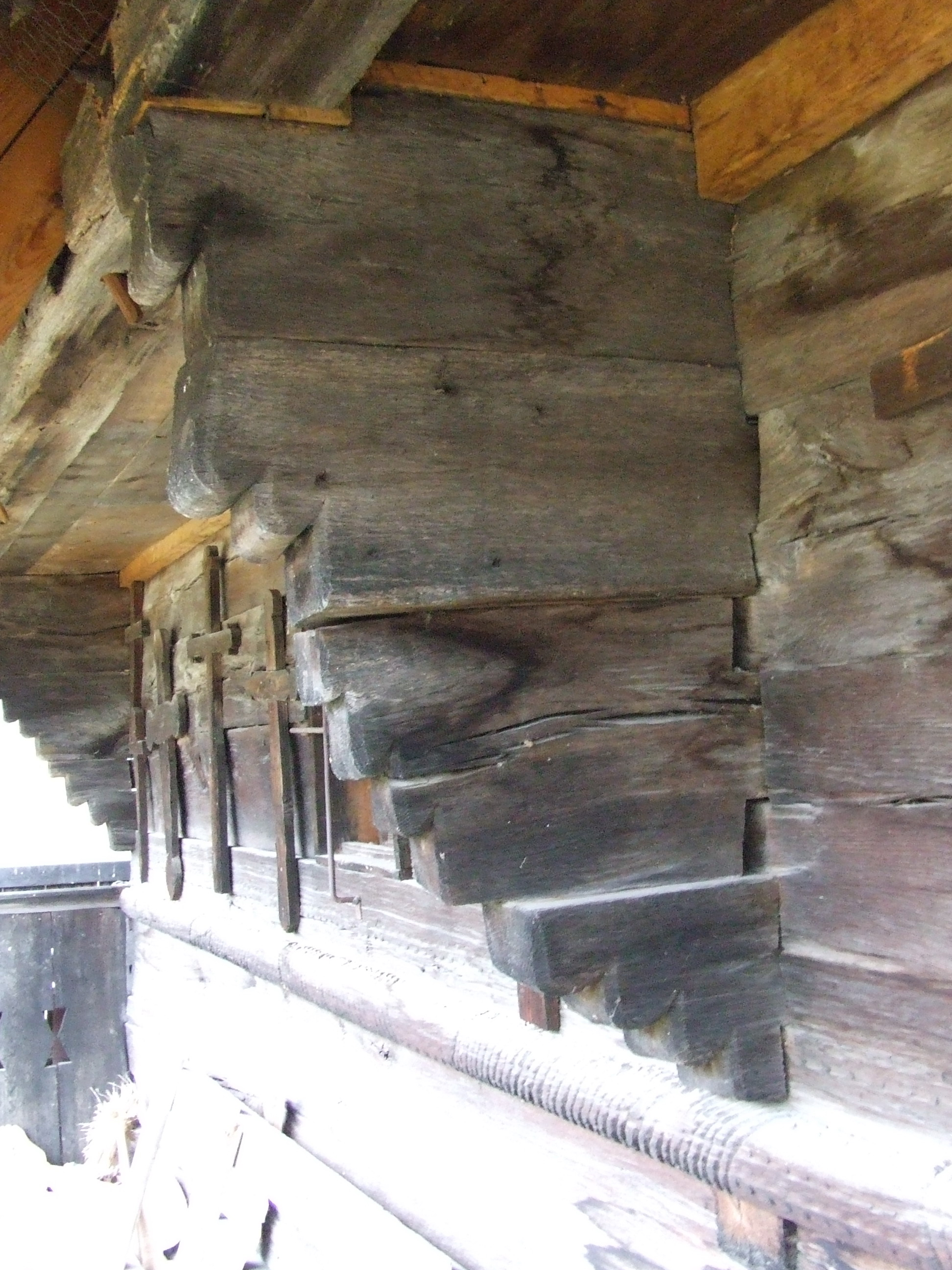
Consolă
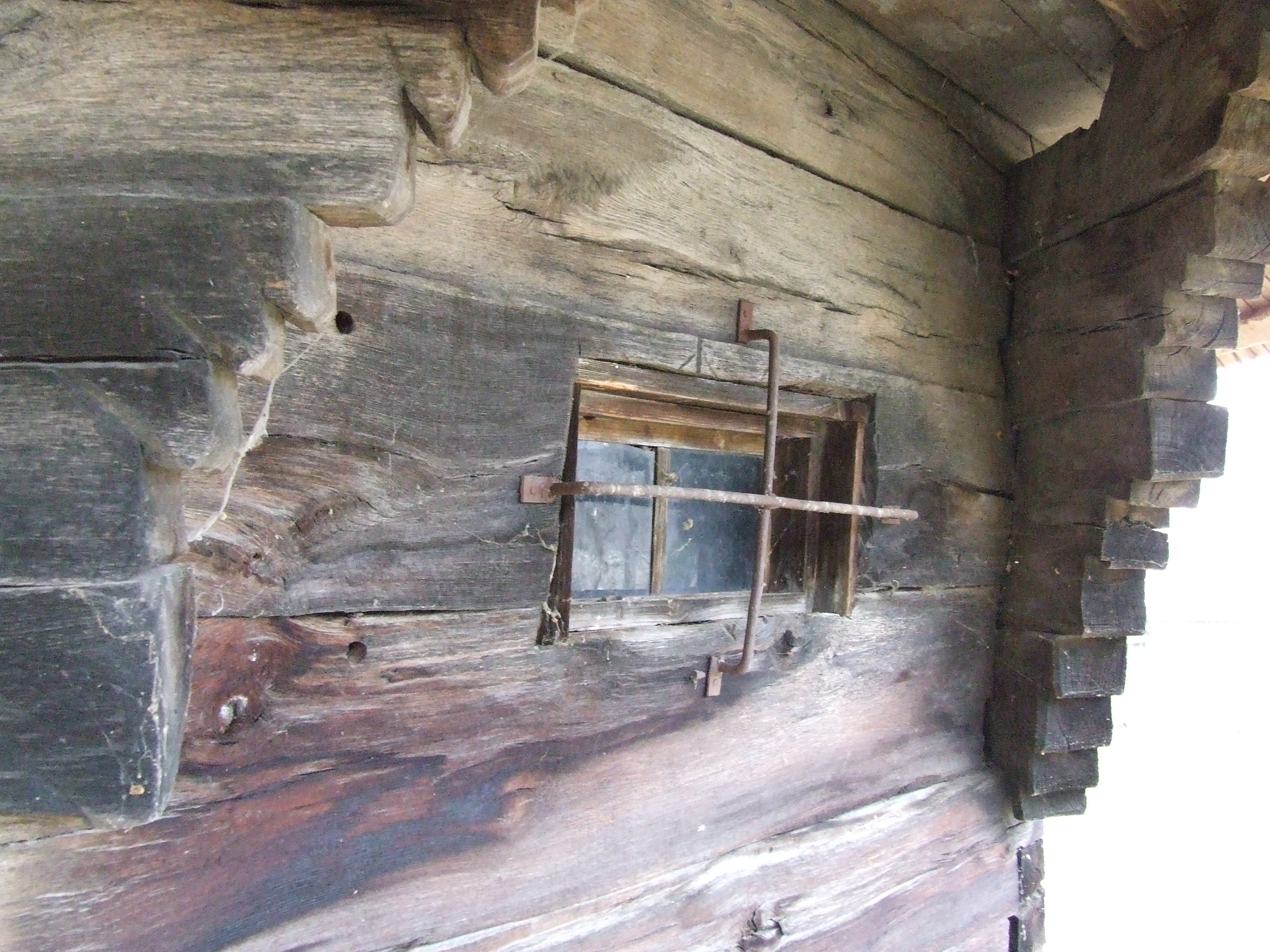
Fereastră la absida altarului
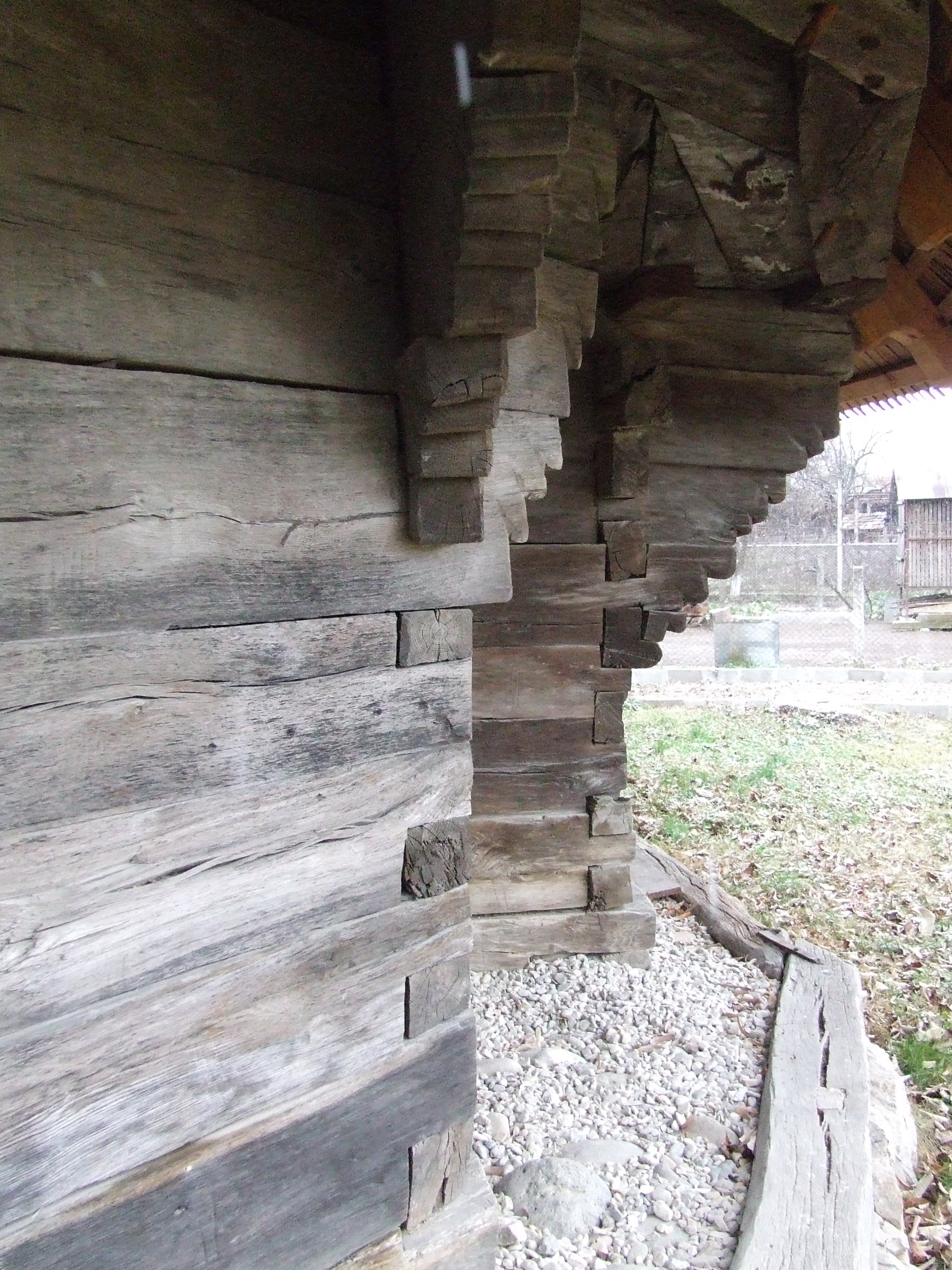
Consolă
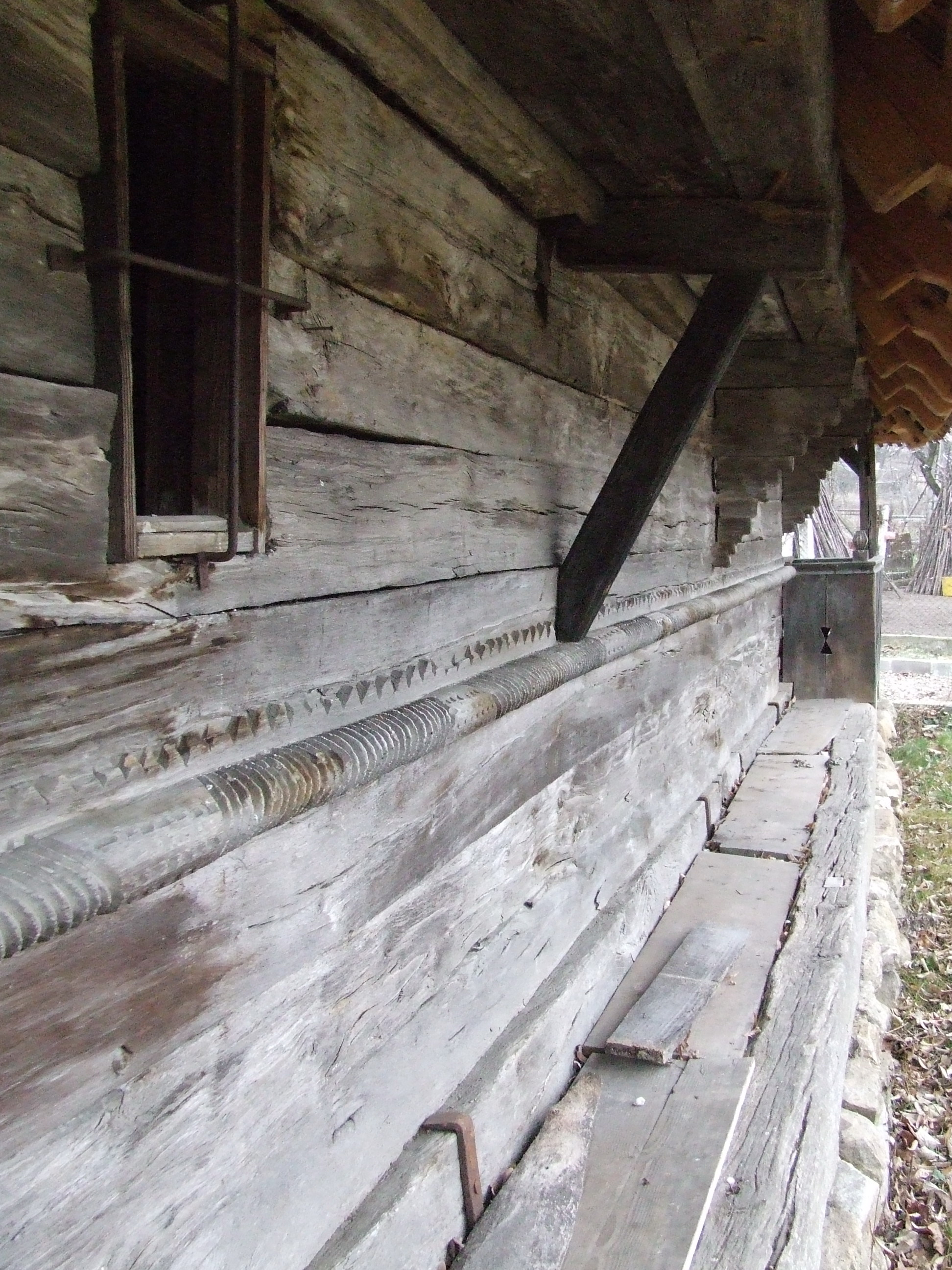
Sub streaşina nordică a bisericii
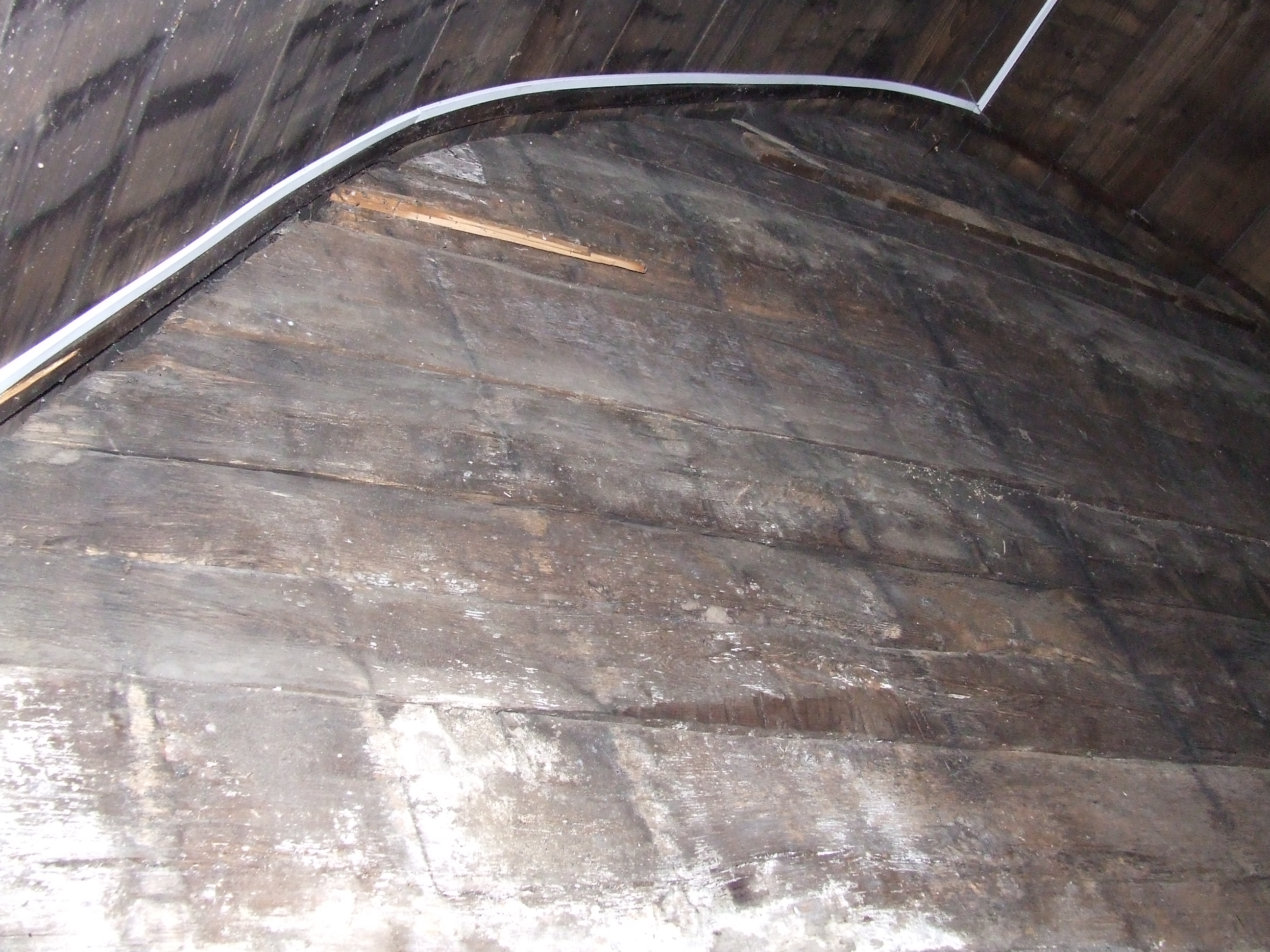
Partea stângă a iconostasului
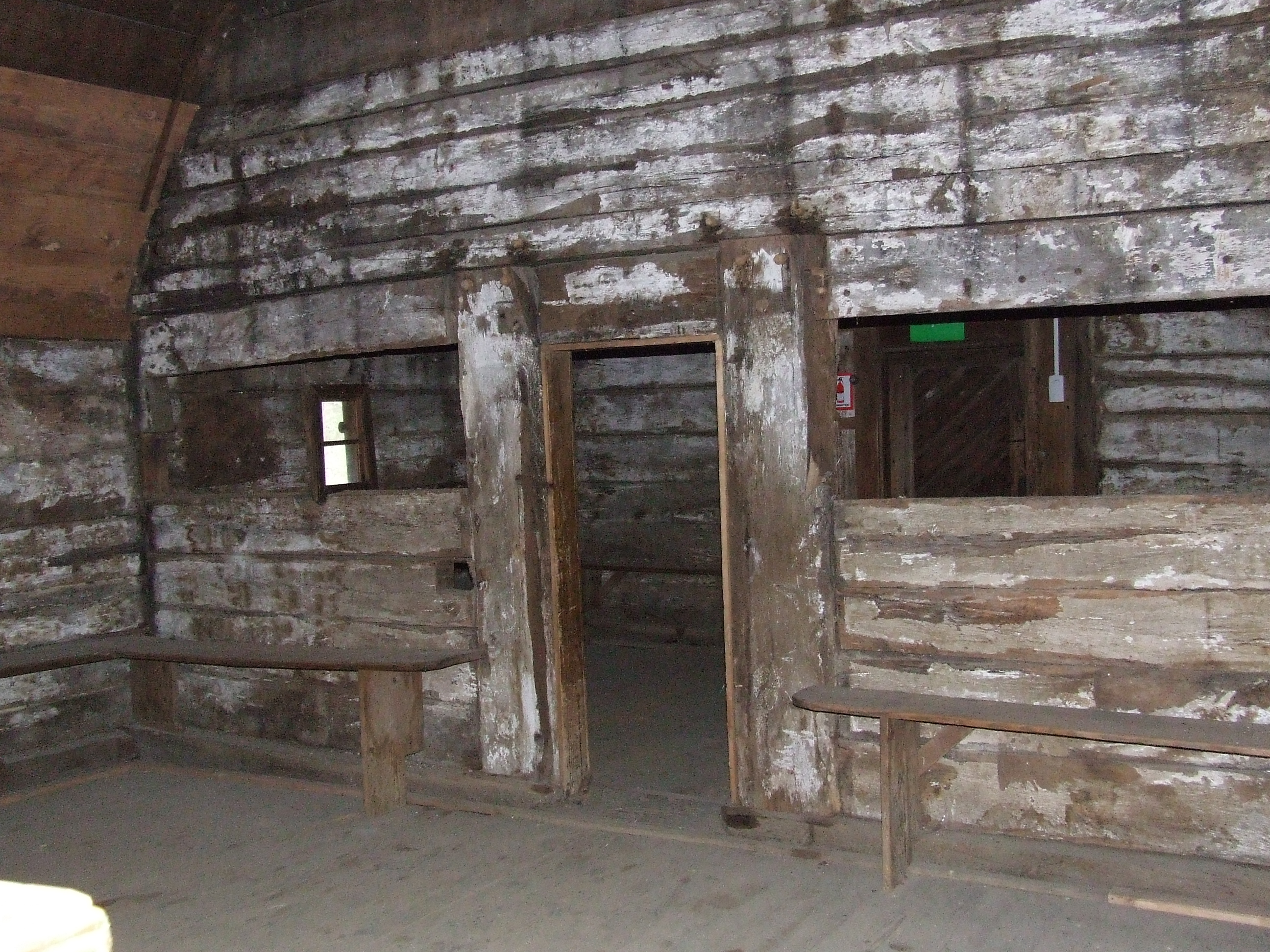
Trecerea din naos în pronaos. Vedere din naos
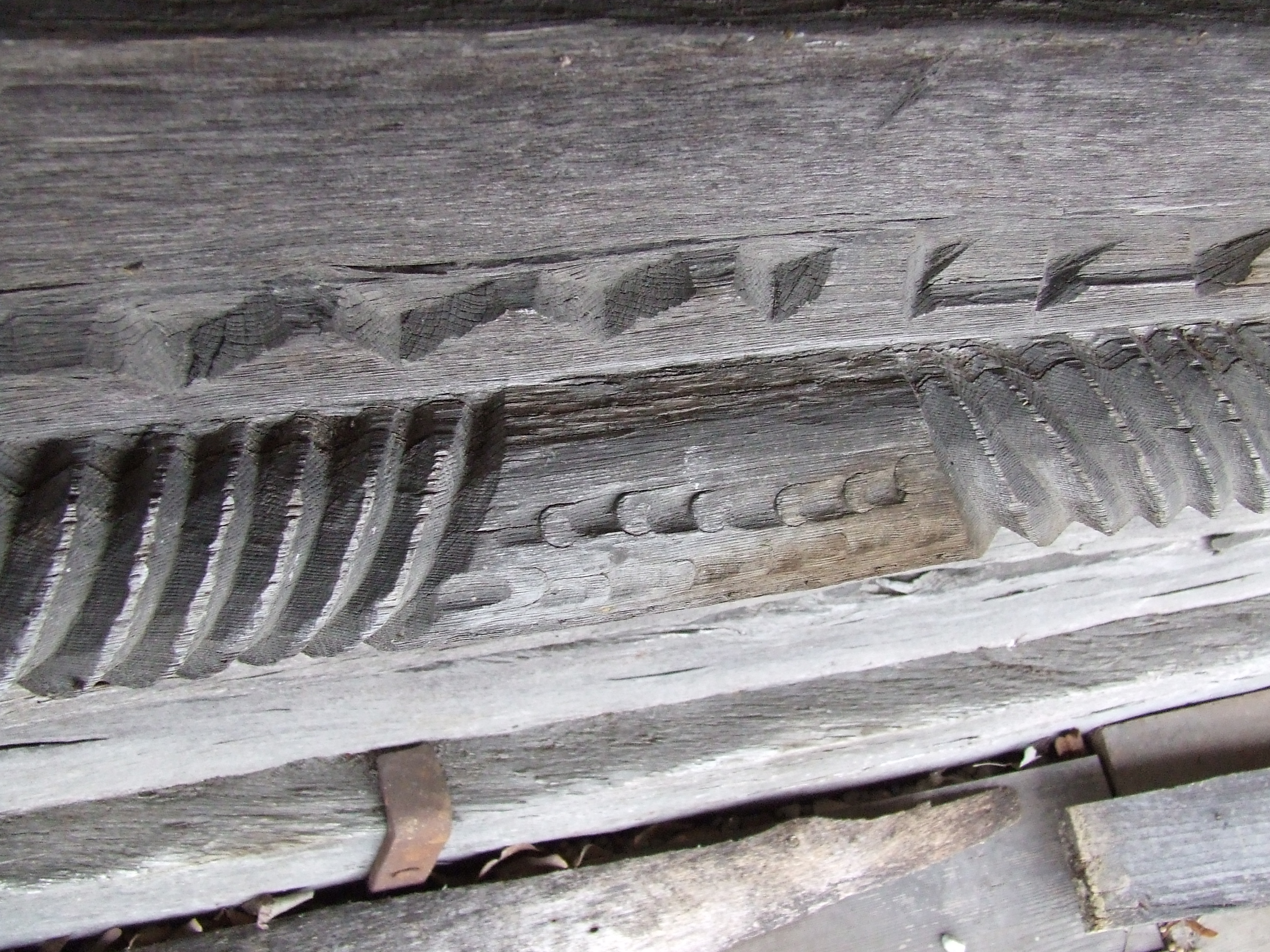
Element decorativ - motivul funiei
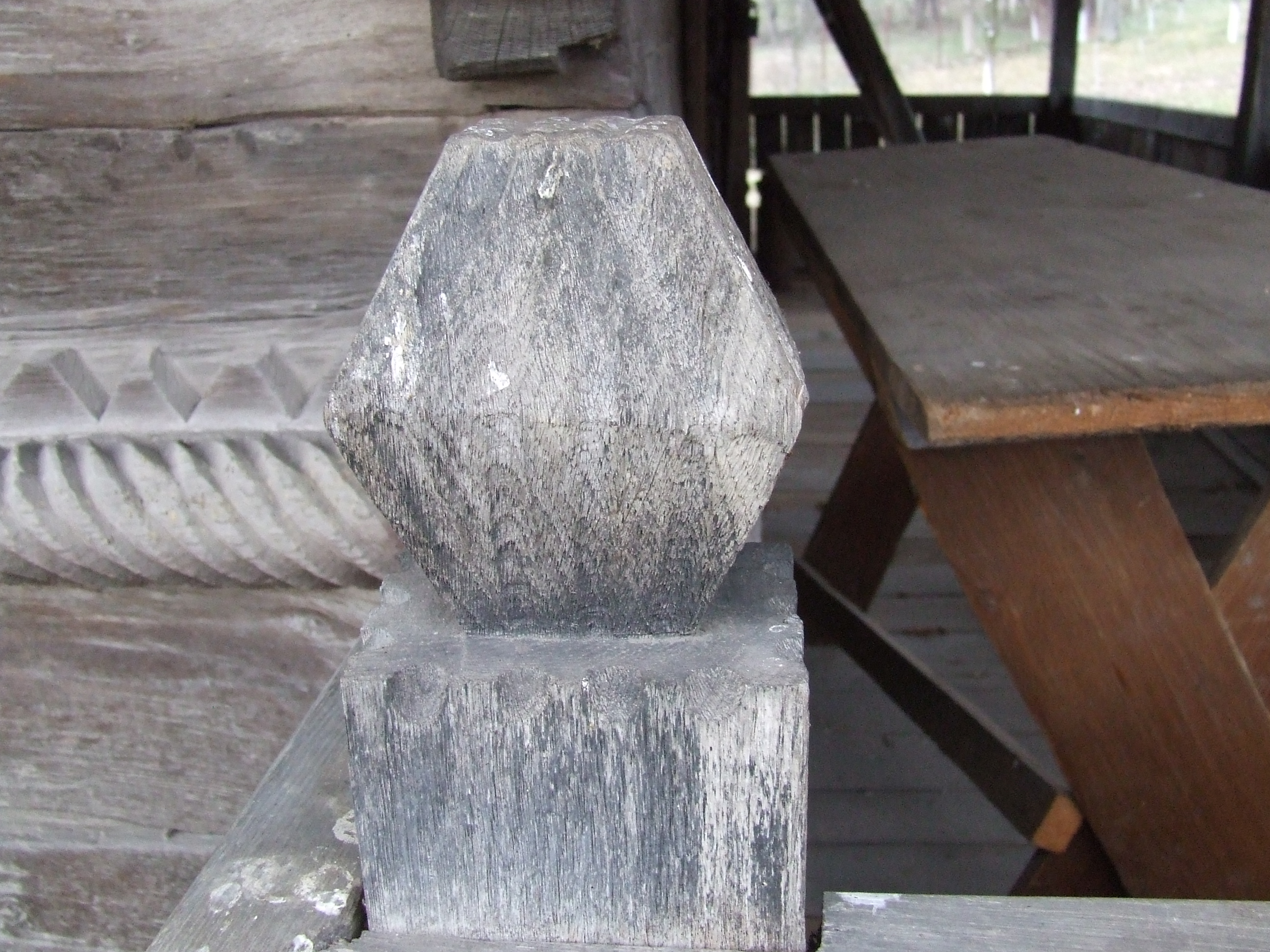
Element decorativ la gardul ce înconjoară prispa
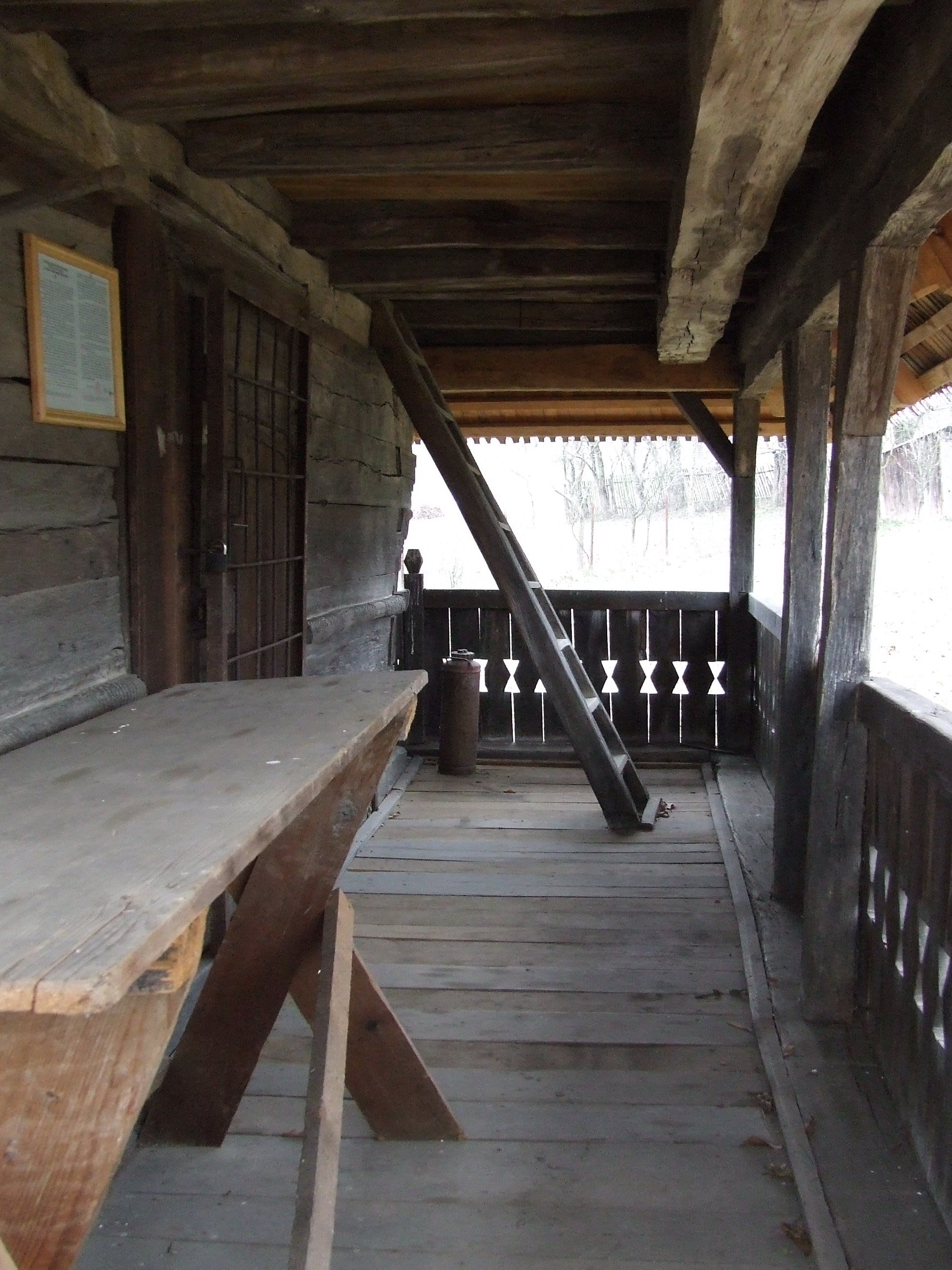
Vedere de pe prispa bisericii
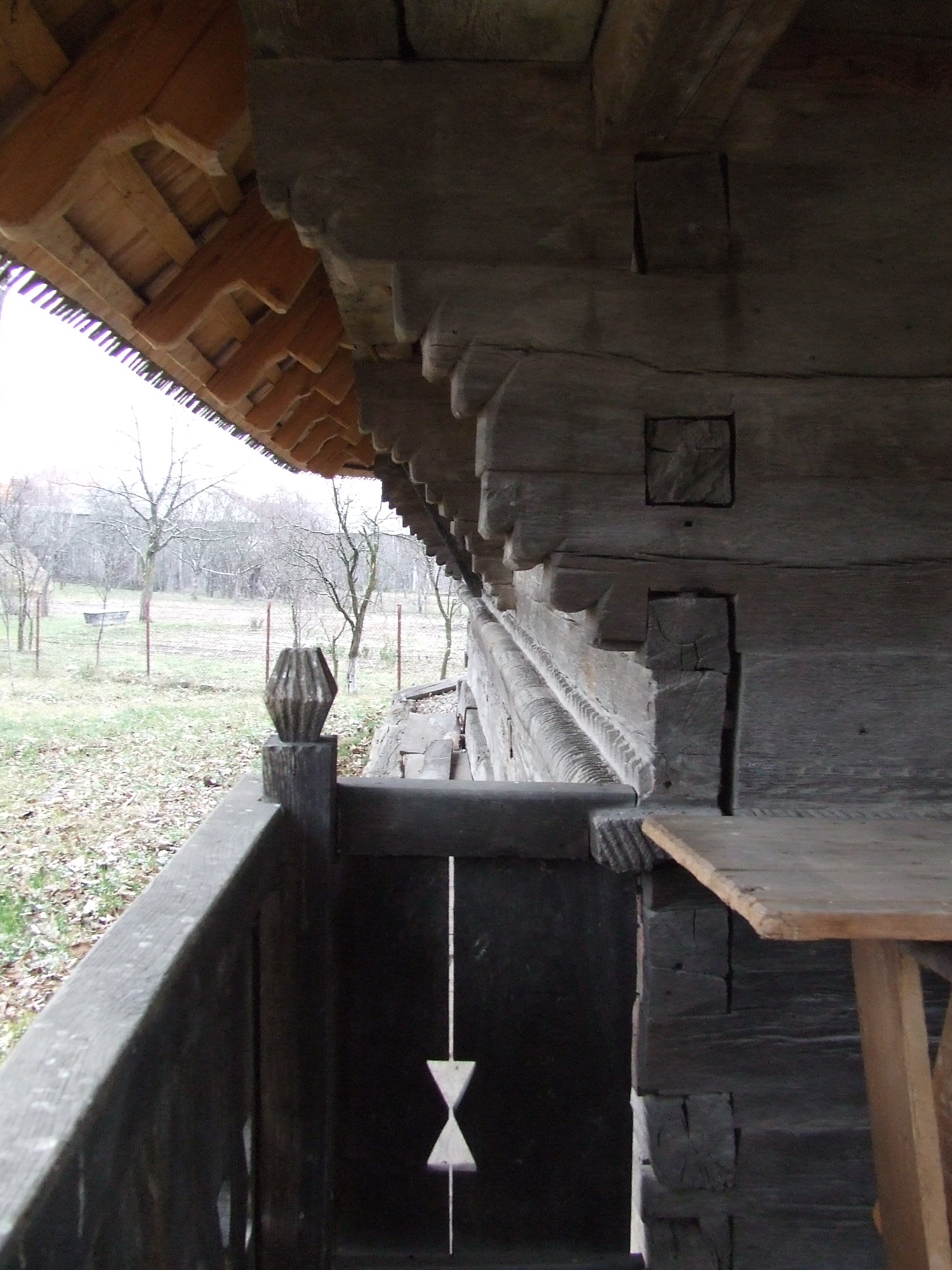
Profilatura consolelor
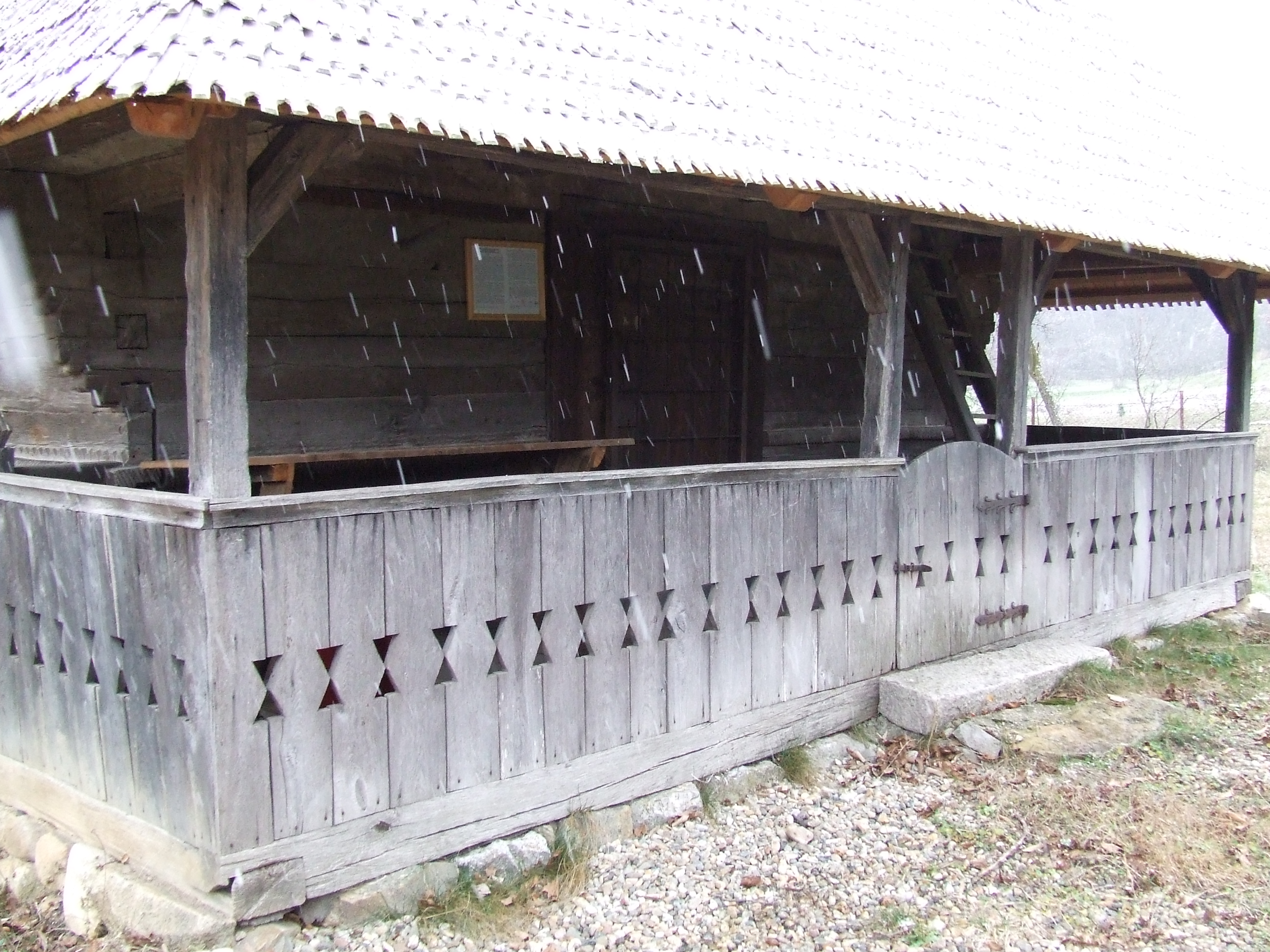
Prispa bisericii
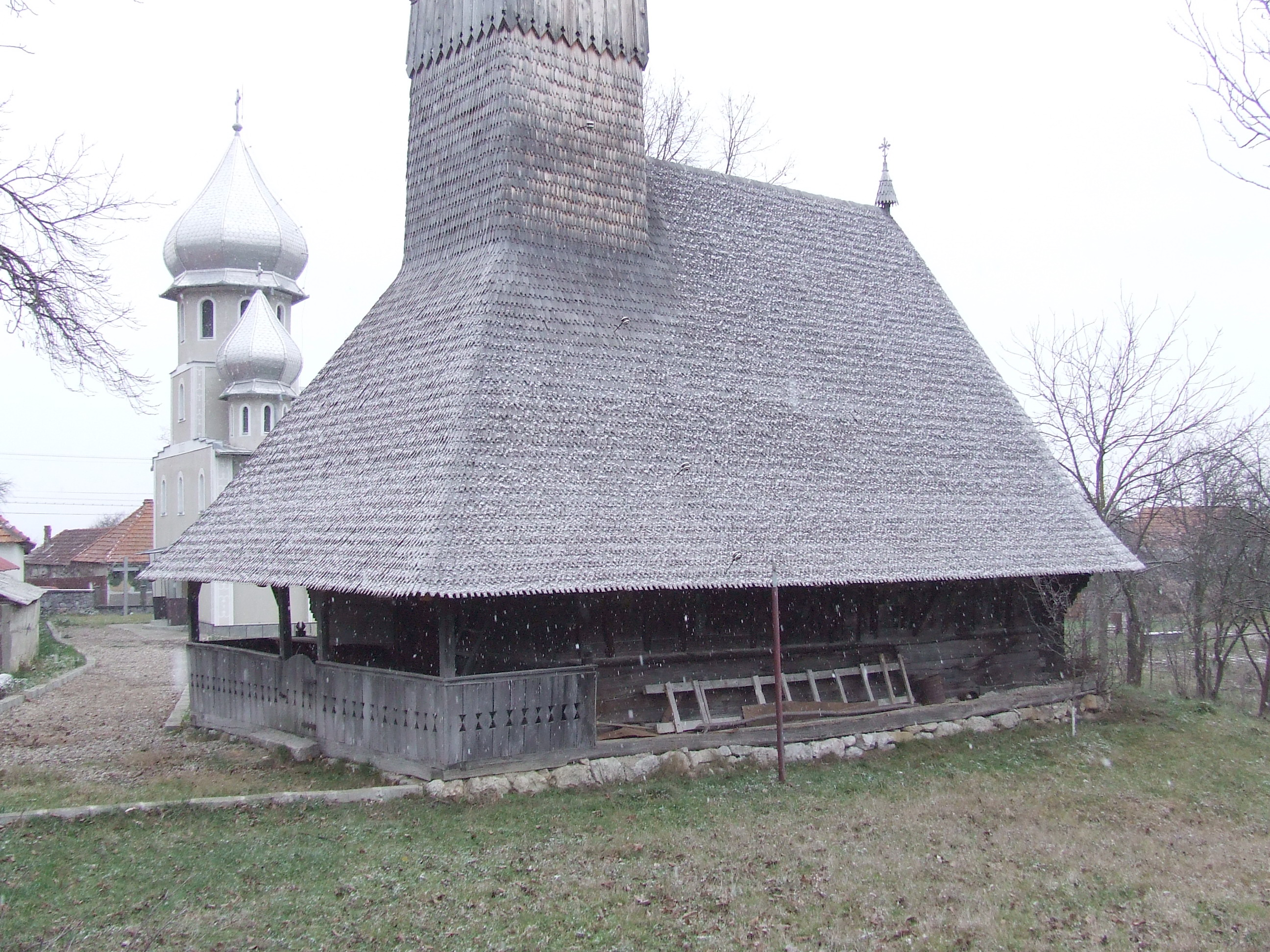
Butea bisericii văzută din sud
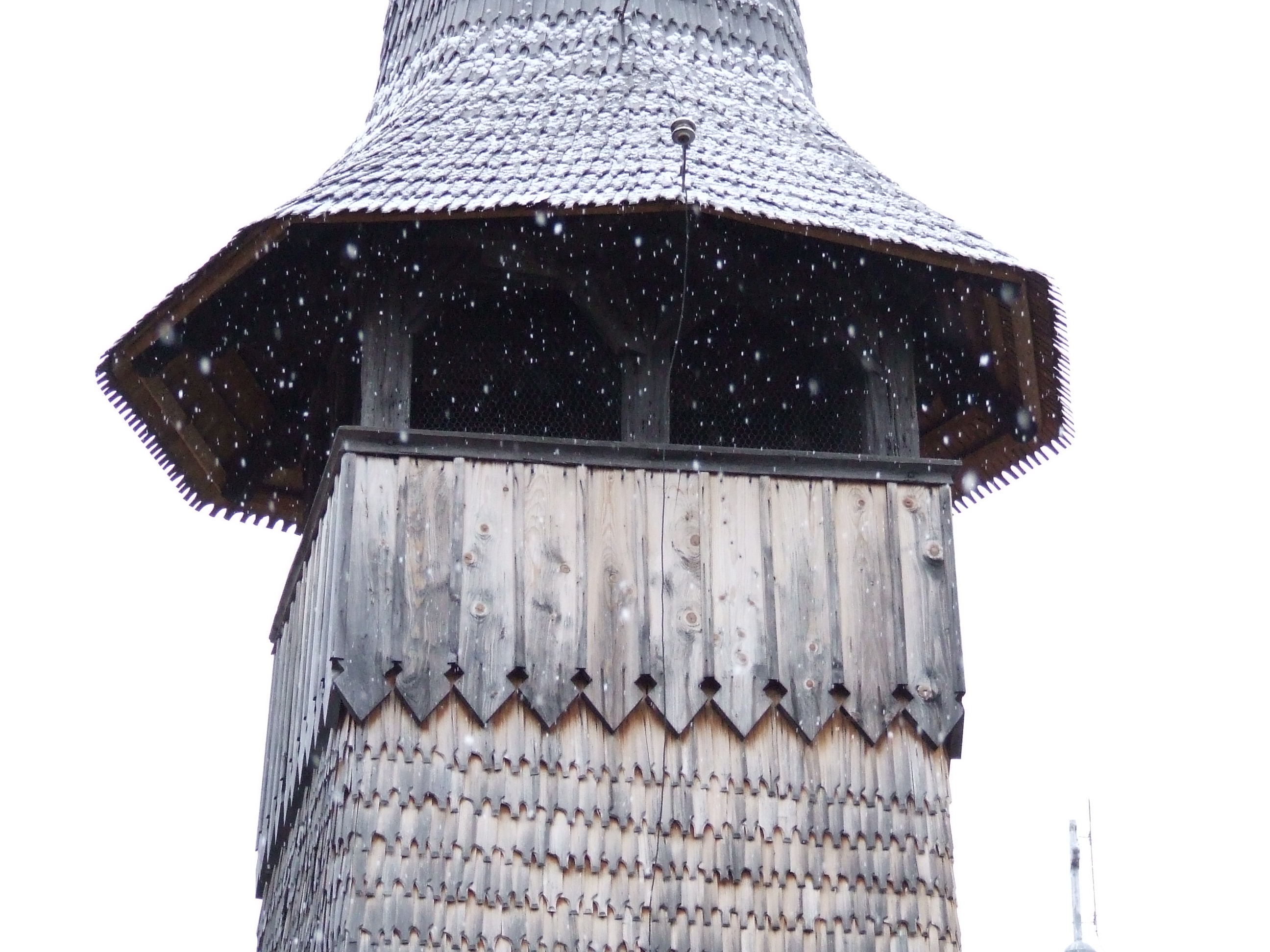
Galeria turnului, printre fulgi
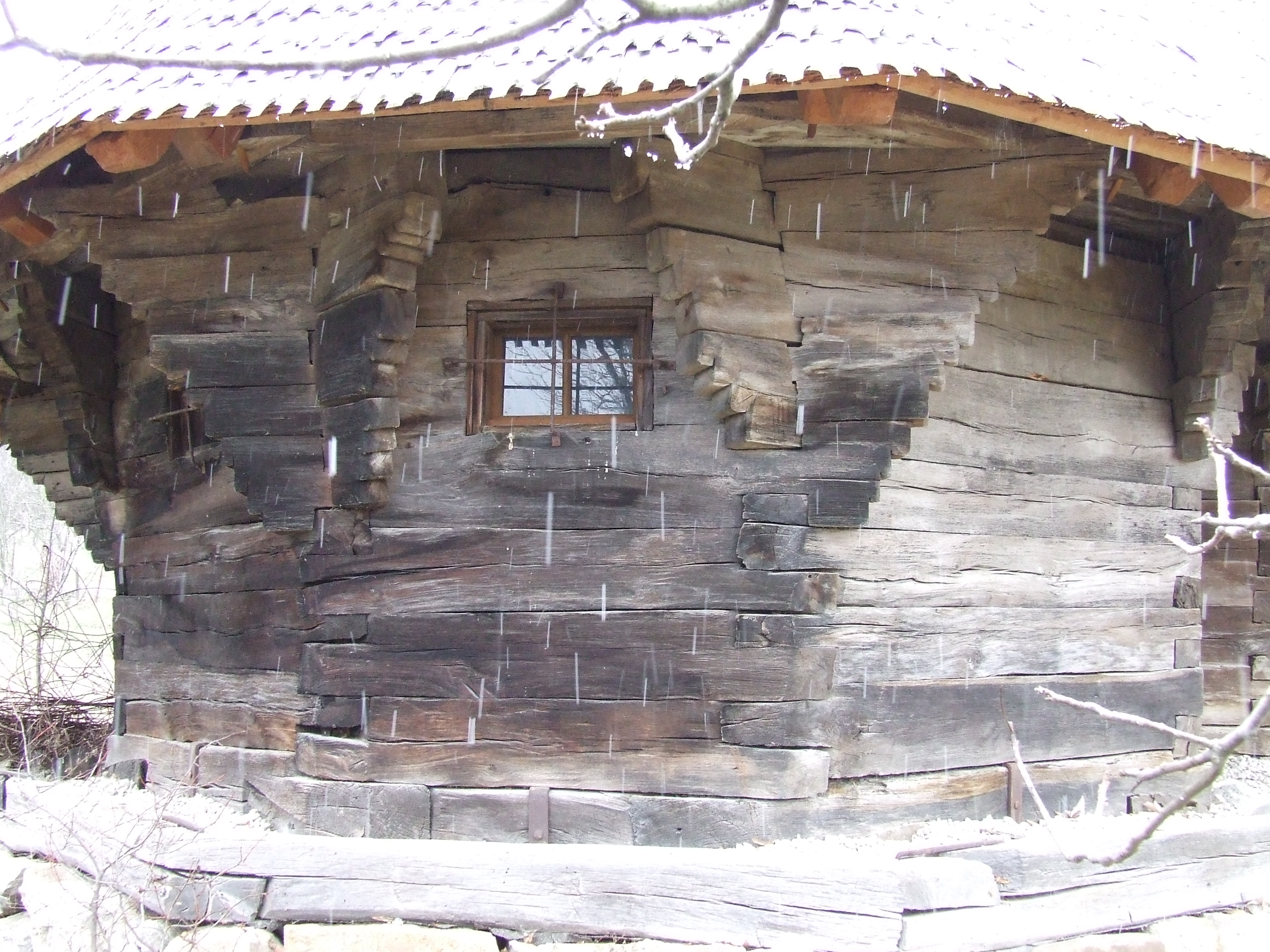
Absida altarului
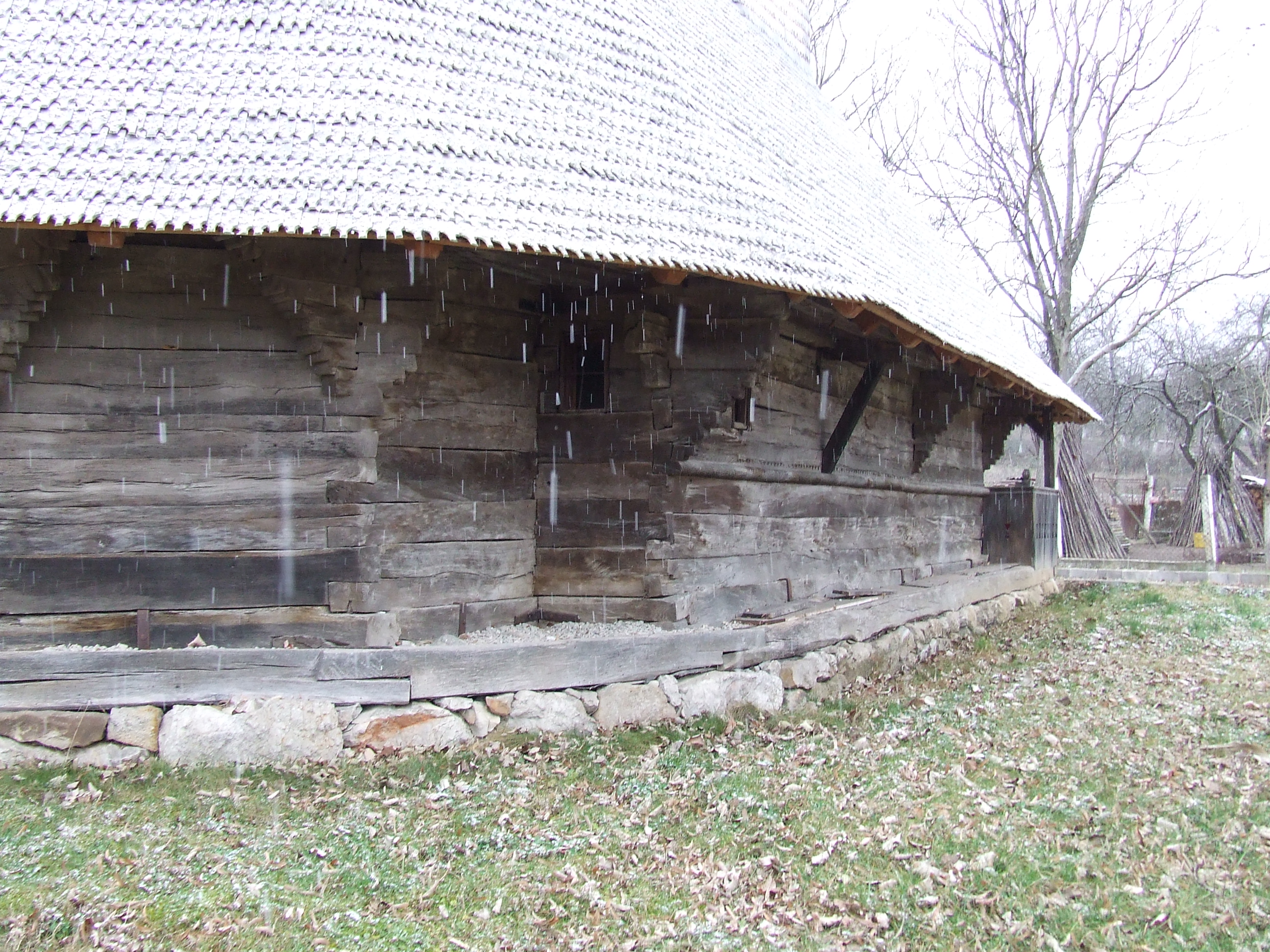
Latura de nord a biserii
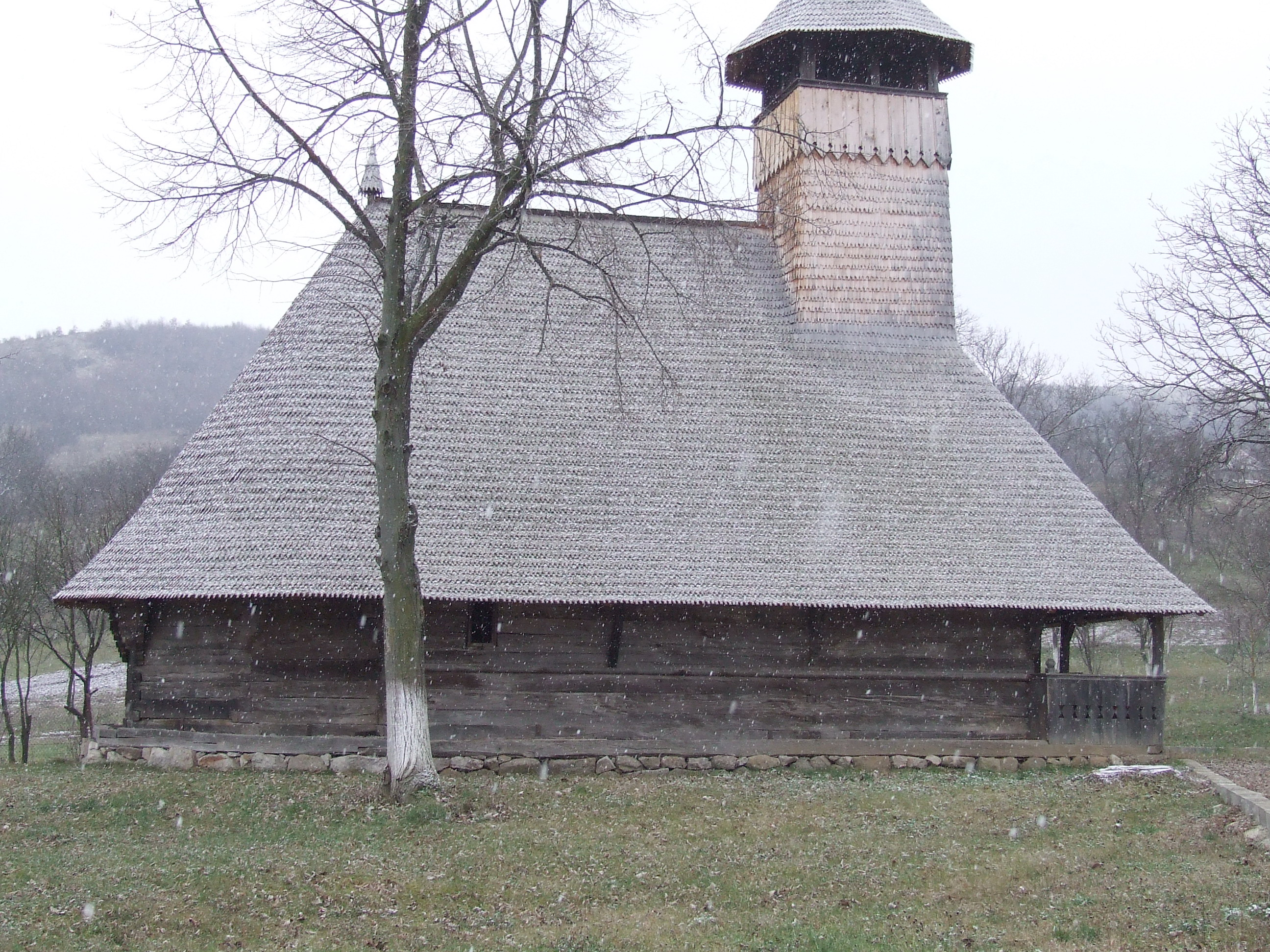
Butea bisericii văzută din nord